# Heinrich Embden
Heinrich Georg Embden (* 19. März 1871 in Hamburg; † 3. April 1941 in São Paulo) war ein deutscher Neurologe.

## Leben und Wirken
Heinrich Embden war ein Sohn des Rechtsanwalts und Politikers George Heinrich Embden und dessen Gattin Elisabeth Charlotte (1851–1910). Er erhielt eine Schulausbildung am Wilhelm-Gymnasium in Hamburg, wo er 1889 das Abitur ablegte. Anschließend studierte er Medizin an der Universität Straßburg und der Universität Freiburg im Breisgau. Auf die Promotion zum Doktor der Medizin im September 1893 folgte am 23. Dezember desselben Jahres die Approbation als Arzt.
Nachdem er seinen Militärdienst abgeleistet hatte, ging Embden zum 1. April 1895 als Assistenzarzt an das Allgemeine Krankenhaus Eppendorf. Max Nonne bildete ihn dort bis zum 28. Mai 1897 zum Neurologen aus. Ab dem 1. Juli 1897 praktizierte Embden als niedergelassener Facharzt für Nerven- und Geisteskrankheiten in Hamburg. Zum 1. Juni 1898 wurde er zum leitenden Arzt der poliklinischen Abteilung für Nervenkrankheiten und Elektrotherapie am Israelitischen Krankenhaus ernannt. 1903 heiratete Embden Gertrud Ida, geborene Küchler. Das Ehepaar hatte vier Kinder.
Während des Ersten Weltkriegs leistete Embden vom 2. August 1914 bis zum 7. Dezember 1918 Kriegsdienst. Von 1925 und 1931 engagierte er sich in der Bibliothekskommission des Ärztlichen Vereins Hamburg und hatte 1925 den Vorsitz der Gesellschaft der Neurologen und Psychiater Groß-Hamburgs inne. Außerdem leitete er die Beratungsstelle für junge Psychopathen in Hamburg.
Da sein Vater jüdischen Glaubens, seine Mutter nichtjüdisch war, stuften die Nationalsozialisten Embden als „Vierteljuden“ ein. Auf Basis der Vierten Verordnung zum Reichsbürgergesetz vom 25. Juli 1938 musste Embden zum 1. September desselben Jahre seine Approbation abgeben. Einen Monat später erhielt er die widerrufliche Erlaubnis, weiterhin ausschließlich jüdische Patienten betreuen zu dürfen. Embden verließ das Deutsche Reich aus diesem Grund am 30. Dezember 1938 gen Brasilien, wo er am 3. April 1941 verstarb.